# かわいい後輩に言わされたい
『かわいい後輩に言わされたい』（かわいいこうはいにいわされたい）は、川村拓による日本の漫画作品。2018年にニコニコ漫画とTwitterで創作漫画を投稿したのを契機に、2019年6月27日に公式連載が決定。2019年7月18日から秋田書店のウェブコミック配信サイト『マンガクロス』で連載中。

## あらすじ
先輩の野洲は、後輩の守山に恋の相談をした。赤の他人に告白すると勘違いした守山だったが野洲から告白を受けて、2人は相思相愛の熱烈カップルとなった。守山は仲を深めるために駆け引きをし、2人はさらに蜜月な関係へ発展していく。

## 登場人物
野洲 智晴（やす ともはる）
通称は「先輩」。後輩の守山に告白して熱烈カップルとなった。守山が提案する駆け引きに弱い。
守山 薫（もりやま かおる）
先輩の野洲から告白されて以降、守山と熱烈カップルに至った。自分が巨乳で可愛いと自賛するが、実際に野洲から褒められると照れる。

## 書誌情報
- 川村拓『かわいい後輩に言わされたい』秋田書店〈少年チャンピオン・コミックス〉、既刊8巻（2025年6月6日現在）
  1. 2020年2月22日発売[1][7]、ISBN 978-4-253-25266-9
  2. 2020年11月6日発売[8]、ISBN 978-4-253-25267-6
  3. 2021年9月8日発売[9]、ISBN 978-4-253-25268-3
  4. 2022年9月8日発売[10]、ISBN 978-4-253-25269-0
  5. 2023年6月8日発売[11]、ISBN 978-4-253-25270-6
  6. 2024年4月8日発売[12]、ISBN 978-4-253-25377-2
  7. 2024年10月8日発売[13]、ISBN 978-4-253-25378-9
  8. 2025年6月6日発売[14]、ISBN 978-4-253-25379-6